# Терешки (Білоцерківський район)
Тере́шки — село в Україні, у Сквирській міській громаді Білоцерківського району Київської області. Населення становить 218 осіб.

## Населення

### Мова
Розподіл населення за рідною мовою за даними перепису 2001 року:
| Мова       | Кількість | Відсоток |
| ---------- | --------- | -------- |
| українська | 217       | 99.54%   |
| російська  | 1         | 0.46%    |
| Усього     | 218       | 100%     |